# フェリックス・メニル

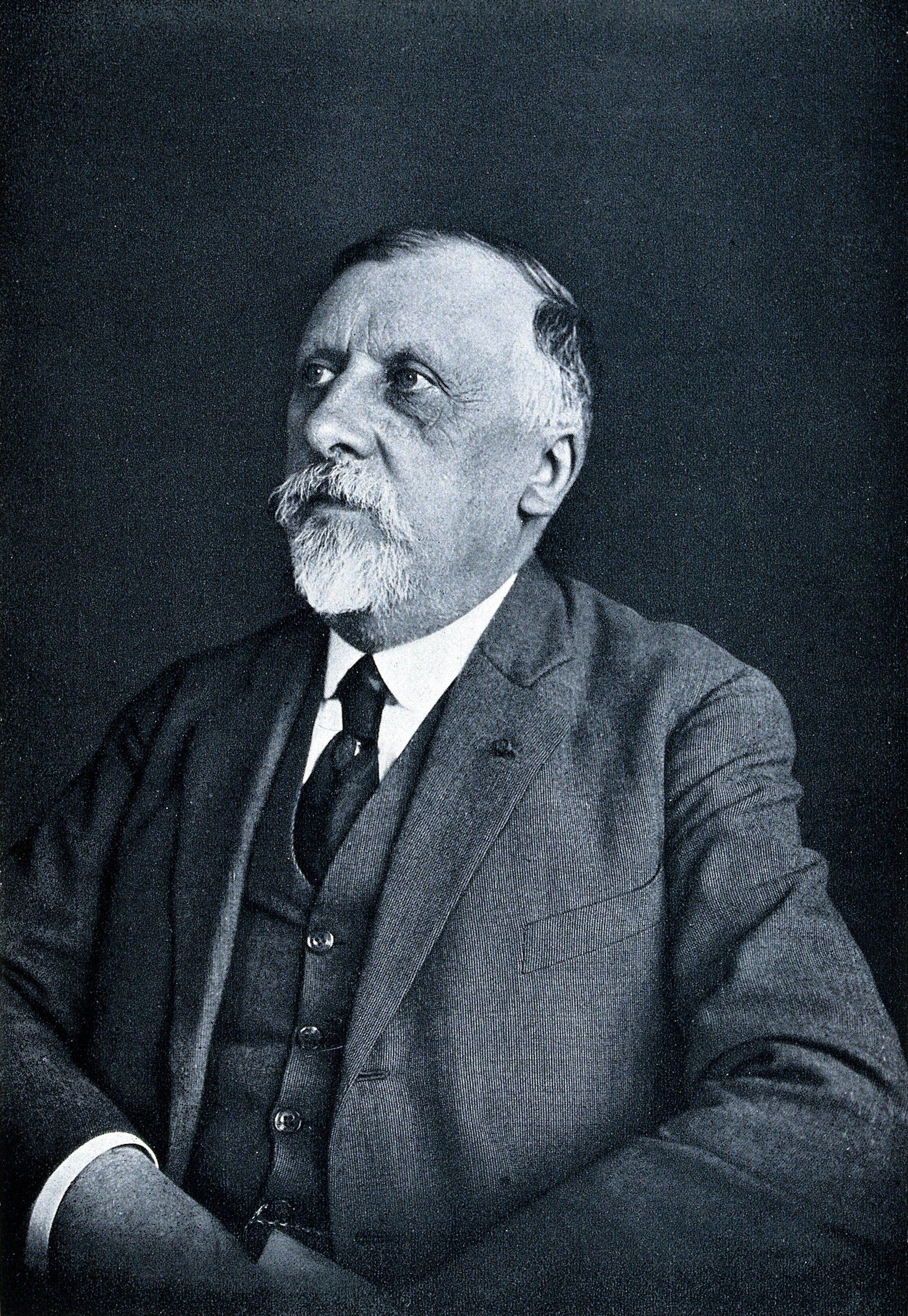
Félix Mesnil

フェリックス・エティエンヌ・ピエール・メニル（Félix Étienne Pierre Mesnil、1868年12月12日 - 1938年2月15日）はフランスの生物学者（動物学者、植物学者、菌類学者、藻類学者）である。熱帯医療の分野で働いた。

## 略歴
ノルマンディーのOmonville-la-Petiteに生まれた。エコール・ノルマル・シュペリウールで動物学のアルフレッド・マチュー・ジアールに学んだ。微生物学、遺伝学のモーリス・コルリー（Maurice Caullery）はクラスメートである。1892年からパスツール研究所で働き、イリヤ・メチニコフの研究室でも研究した。パスツール研究所紀要（Bulletin de l'Institut Pasteur ）の創刊者の一人である。
熱帯医療の分野で活動し、1920年にフランス領赤道アフリカのアフリカ睡眠病の調査団などに参加した。ノーベル生理学・医学賞を受賞した、シャルル・ルイ・アルフォンス・ラヴランと共に、リーシュマニア症の原因となる新しい原虫についての発表を行った。1920年にチンパンジーにマラリア原虫の一種のPlasmodium vivax を使って、罹患させる実験に始めて成功した。
1921年にフランス科学アカデミーの会員に選ばれ、1926年にフランス動物学会の会長を務めた。